# Maradevanahalli, Mandya
Maradevanahalli là một làng thuộc tehsil Mandya, huyện Mandya, bang Karnataka, Ấn Độ.